# Vega del Codorno
Vega del Codorno es un municipio español de la provincia de Cuenca, en la comunidad autónoma de Castilla-La Mancha. Tiene un área de 32,54 km² con una población de 143 habitantes (INE 2024) y una densidad de 4,58 hab./km².

## Geografía

### Núcleos poblacionales
El municipio está compuesto por una serie de barrios diseminados a lo largo de un valle alto del río Cuervo.
La disposición de los barrios habitados a lo largo del valle (vega), en tres grandes grupos, es la siguiente:
Barrios altos:
- El Perchel, junto a él se halla el Centro de Interpretación del Monumento Natural del Nacimiento del Río Cuervo.
- Los Perales
- La Cueva A (en la vertiente norte del valle) / La Cueva B (vertiente sur). El Ayuntamiento, escuela y centro social se hallan en el mismo, junto con uno de los consultorios médicos.

Barrios medios:
- El Collado
- El Molino
- La iglesia, como su nombre indica en él se halla la misma.

Barrios bajos:
- Los Eustaquios, en el que se ubica el otro consultorio médico.
- Los Demetrios
- El Tío Miguelete

Anteriormente existieron más barrios actualmente deshabitados, como El Puntal, Las Chorretas, entre otros.

## Clima
El clima de la Vega del Codorno es de tipo mediterráneo, con una amplia continentalización. En los veranos, de forma diurna, se pueden alcanzar los 30 °C durante los meses comprendidos entre junio y agosto, pero por la noche pueden llegar a bajar hasta a 0 °C, con veranos notablemente secos. En invierno, dada su situación en una vega, es propicio a las inversiones térmicas, por lo cual, hiela de octubre a abril de forma casi incesante, a veces alcanzando los -15 °C, y en algunos años, los -20 °C, sufriendo unas precipitaciones concentradas en forma de nieve entre noviembre y abril.
De acuerdo a los valores tabulados a continuación y a los criterios de la clasificación climática de Köppen modificada el clima de Vega del Codorno se clasifica como de tipo Dsb (continental de verano seco).
| Parámetros climáticos promedio de Vega del Codorno en el periodo 1967-1977 | Parámetros climáticos promedio de Vega del Codorno en el periodo 1967-1977 | Parámetros climáticos promedio de Vega del Codorno en el periodo 1967-1977 | Parámetros climáticos promedio de Vega del Codorno en el periodo 1967-1977 | Parámetros climáticos promedio de Vega del Codorno en el periodo 1967-1977 | Parámetros climáticos promedio de Vega del Codorno en el periodo 1967-1977 | Parámetros climáticos promedio de Vega del Codorno en el periodo 1967-1977 | Parámetros climáticos promedio de Vega del Codorno en el periodo 1967-1977 | Parámetros climáticos promedio de Vega del Codorno en el periodo 1967-1977 | Parámetros climáticos promedio de Vega del Codorno en el periodo 1967-1977 | Parámetros climáticos promedio de Vega del Codorno en el periodo 1967-1977 | Parámetros climáticos promedio de Vega del Codorno en el periodo 1967-1977 | Parámetros climáticos promedio de Vega del Codorno en el periodo 1967-1977 | Parámetros climáticos promedio de Vega del Codorno en el periodo 1967-1977 |
| Mes | Ene.                                                                       | Feb.                                                                       | Mar.                                                                       | Abr.                                                                       | May.                                                                       | Jun.                                                                       | Jul.                                                                       | Ago.                                                                       | Sep.                                                                       | Oct.                                                                       | Nov.                                                                       | Dic.                                                                       | Anual                                                                      |
| --- | -------------------------------------------------------------------------- | -------------------------------------------------------------------------- | -------------------------------------------------------------------------- | -------------------------------------------------------------------------- | -------------------------------------------------------------------------- | -------------------------------------------------------------------------- | -------------------------------------------------------------------------- | -------------------------------------------------------------------------- | -------------------------------------------------------------------------- | -------------------------------------------------------------------------- | -------------------------------------------------------------------------- | -------------------------------------------------------------------------- | -------------------------------------------------------------------------- |
| Temp. media (°C) | 0.1                                                                        | 0                                                                          | 1.8                                                                        | 5.2                                                                        | 8.7                                                                        | 13.2                                                                       | 17.6                                                                       | 16.6                                                                       | 12.7                                                                       | 8.0                                                                        | 2.8                                                                        | -0.6                                                                       | 7.2                                                                        |
| Precipitación total (mm) | 123.8                                                                      | 114.5                                                                      | 101.9                                                                      | 74.9                                                                       | 99.7                                                                       | 73.9                                                                       | 31.1                                                                       | 31.3                                                                       | 47.0                                                                       | 62.7                                                                       | 100.1                                                                      | 102.9                                                                      | 963.8                                                                      |
| Fuente: Ministerio de Agricultura, Alimentación y Medio Ambiente. Datos de precipitación para el periodo 1967-1977 y de temperatura para el periodo 1967-1977 en Vega del Codorno 5 de noviembre de 2012 |                                                                            |                                                                            |                                                                            |                                                                            |                                                                            |                                                                            |                                                                            |                                                                            |                                                                            |                                                                            |                                                                            |                                                                            |                                                                            |

## Demografía
Vega del Codorno cuenta con una población de 143 habitantes (INE 2024).
| Gráfica de evolución demográfica de Vega del Codorno entre 1930 y 2021 |
| |
| Población de derecho según los censos de población del INE Población de hecho según los censos de población del INEEntre el censo de 1930 y el anterior, aparece este municipio porque se segrega del municipio Tragacete. Eran dos entidades: "Vega del Codorno de Abajo y de Arriba" |